# إرنست تشارلز نيلسون
إرنست تشارلز نيلسون (بالإنجليزية: Ernest Charles Nelson)‏ هو عالم نبات بريطاني، ولد في 15 سبتمبر 1951 في بلفاست في المملكة المتحدة.